# Mohamed Abderrahman Tazi
Pour les articles homonymes, voir Tazi.
Mohamed Abderrahman Tazi, né en 1942 à Fès, est un réalisateur marocain. Il est considéré un vétéran du cinéma marocain.

## Biographie
Mohamed Abderrahman Tazi est né en 1942 à Fès. Il étudiait à l'Institut des hautes études cinématographiques (IDHEC) à Paris d'où il sort diplômé en 1963. Il poursuit ensuite des études de communication à l'université de Syracuse, à New York.

## Filmographie non exhaustive
- 1981 : Le Grand Voyage
- 1989 : Badis
- 1993 : À la recherche du mari de ma femme
- 1997 : Lalla Hobby
- 2003 : Les Voisines d'Abou Moussa
- 2005 : Les Tourments de Houssein
- 2011 : Houssein et Safia
- 2013 : Al Bayra
- 2015 : La Promotion (Attarkiya)
- 2022 : Fatema, la Sultane inoubliable (film biographique sur Fatima Mernissi)